# 平和のためのパートナーシップ
| 1994年以前からのNATO加盟国 PfP加盟後、NATOに加盟した国 | PfP加盟国 PfP加盟を希望する国 |

1994年以前からのNATO加盟国
PfP加盟後、NATOに加盟した国
PfP加盟国
PfP加盟を希望する国

平和のためのパートナーシップ（へいわのためのパートナーシップ、英: Partnership for Peace）は、北大西洋条約機構（NATO）と他の欧州諸国ならびに旧ソ連構成国の20ヶ国との間の信頼を醸成することを目的とした取り組みのことである。全加盟国（NATOを含む）により、NATO内部の一機関である欧州・大西洋パートナーシップ理事会が構成される。略称はPfP。

## 沿革
旧東側諸国が崩壊して間もなくの1994年に創設された。14ヶ国の加盟国（アルバニア、ブルガリア、クロアチア、チェコ、エストニア、ハンガリー、ラトビア、リトアニア、モンテネグロ、北マケドニア、ポーランド、ルーマニア、スロバキア、スロベニア）がその後、NATOに加盟した。1995年4月26日、マルタがPfP加盟国となったが、完全中立政策を維持するために、1996年10月に一旦は脱退した。しかし2008年4月3日、ブカレストNATO首脳会議において同国首相がEAPC会議に参加し、マルタのPfP復帰を認めた。
2006年11月29日のリガNATOサミット時に、ボスニア・ヘルツェゴビナ、モンテネグロ、セルビアがPfP加盟を申請し、その後2006年12月14日、それらの国はPfPに加盟した。
2023年 4月4日 フィンランドはNATOに加盟した。

## 署名国

### 現在の加盟国
- アイルランド（1999年12月1日）[6]
- アゼルバイジャン（1994年5月4日）[6]
- アルメニア（1994年10月5日）[6]
- ウクライナ（1994年2月8日）[6]
- ウズベキスタン（1994年7月13日）[6]
- オーストリア（1995年2月10日）[6]
- カザフスタン（1994年5月27日）[6]
- キルギス（1994年6月1日）[6]
- ジョージア（1994年3月23日）[6]
- スイス（1996年12月11日）[6]
- スウェーデン（1994年5月9日）[6]
- セルビア（2006年12月14日）[6]
- タジキスタン（2002年2月20日）[6]
- トルクメニスタン（1994年5月10日）[6]
- ベラルーシ（1995年1月11日）[6]
- ボスニア・ヘルツェゴビナ（2006年12月14日）[6]
- マルタ（1995年4月26日加盟[2]、1996年10月脱退[3]、2008年4月再加盟[4])
- モルドバ（1994年3月16日）[6]
- ロシア（1994年6月22日）[6]

### PfP加盟後、1999年3月12日NATOに正式加盟した国
- チェコ（1994年3月10日）[6]
- ハンガリー（1994年2月8日）[6]
- ポーランド（1994年2月2日）[6]

### PfP加盟後、2004年3月29日NATOに正式加盟した国
- エストニア（1994年2月3日）[6]
- スロバキア（1994年2月9日）[6]
- スロベニア（1994年3月30日）[6]
- ブルガリア（1994年2月14日）[6]
- ラトビア（1994年2月14日）[6]
- リトアニア（1994年1月27日）[6]
- ルーマニア（1994年1月26日）[6]

### PfP加盟後、2009年4月1日NATOに正式加盟した国
- アルバニア（1994年2月23日）[6]
- クロアチア（2000年5月25日）[6]

### PfP加盟後、2017年6月5日NATOに正式加盟した国
- モンテネグロ（2006年12月14日）[6]

### PfP加盟後、2020年3月27日NATOに正式加盟した国
- 北マケドニア（1995年11月15日）[6]

### PfP加盟後、2023年4月4日NATOに正式加盟した国
- フィンランド（1994年5月9日）[6]

## 参照
1. ↑  Bosnia and Herzegovina, Montenegro and Serbia join NATO Partnership for Peace 北大西洋条約機構（2006年12月14日）
2. 1 2  Secretary General's Council Welcoming  Remarks, Visit by Maltese Deputy Prime Minister and Minister of Foreign Affairs  北大西洋条約機構（1995年4月26日）
3. 1 2  Malta: History, Geography, Government, and Culture - Infoplease.com Pearson Education （1995年4月26日）
4. 1 2  Malta re-engages in the Partnership for Peace Programme 北大西洋条約機構 （2008年4月3日）
5. ↑  Alliance offers partnership to Bosnia and Herzegovina, Montenegro and Serbia 北大西洋条約機構（2006年11月29日）
6. 1 2 3 4 5 6 7 8 9 10 11 12 13 14 15 16 17 18 19 20 21 22 23 24 25 26 27 28 29 30 31 32 33 34  Signatures of Partnership for Peace Framework Document 北大西洋条約機構（2006年10月5日）
7. ↑  Serbia inducted into NATO Associated Press （2006年12月14日）